# Appleton (Maine)
Appleton es un pueblo ubicado en el condado de Knox en el estado estadounidense de Maine. En el Censo de 2010 tenía una población de 1.316 habitantes y una densidad poblacional de 15,2 personas por km².

## Geografía
Appleton se encuentra ubicado en las coordenadas 44°18′27″N 69°15′35″O / 44.30750, -69.25972. Según la Oficina del Censo de los Estados Unidos, Appleton tiene una superficie total de 86.58 km², de la cual 84.72 km² corresponden a tierra firme y (2.15%) 1.86 km² es agua.

## Demografía
Según el censo de 2010, había 1.316 personas residiendo en Appleton. La densidad de población era de 15,2 hab./km². De los 1.316 habitantes, Appleton estaba compuesto por el 97.8% blancos, el 0.53% eran afroamericanos, el 0% eran amerindios, el 0.15% eran asiáticos, el 0% eran isleños del Pacífico, el 0.23% eran de otras razas y el 1.29% pertenecían a dos o más razas. Del total de la población el 0.61% eran hispanos o latinos de cualquier raza.